# That '90s Show
Cet article concerne la série. Pour l'épisode des Simpson, voir Les Années 90 (Les Simpson).
Production
Diffusion
Chronologie
That '70s Show
That '90s Show est une série télévisée américaine en 26 épisodes d'environ 23 minutes créée par Bonnie Turner, Terry Turner, Gregg Mettler et Lindsay Turner, et diffusée entre le 19 janvier 2023 et le 22 août 2024 sur Netflix.
Il s'agit d'une suite de That '70s Show (1998-2006). Elle est centrée sur les enfants des personnages principaux de la série originale.

## Synopsis
Été 1995. Leia Forman, qui va sur ses 15 ans, arrive de Chicago avec ses parents Donna et Eric Forman. Ils vont passer quelques jours chez Kitty et Red Forman, les parents d'Eric, dans la petite ville de Point Place (Wisconsin). Leia décide finalement d'y rester tout l'été, sans ses parents. Elle va alors faire de nouvelles rencontres : la rebelle Gwen (fan du Riot grrrl) et son demi-frère Nate, qui habitent la maison voisine qui appartenait jadis aux parents de Donna. Leia croise également le charmant Jay Kelso (fils de Jackie et Michael), Ozzie ou encore Nikki (la petite-amie de Nate),. Quant aux Forman, ils vont devoir supporter la voisine envahissante, Sherri, mère irresponsable de Gwen et Nate.

## Distribution

### Acteurs principaux
- Debra Jo Rupp (VF : Dany Laurent) : Kitty Forman
- Kurtwood Smith (VF : Serge Blumenthal) : Reginald "Red" Forman
- Callie Haverda (VF : Clara Quilichini) : Leia Forman
- Ashley Aufderheide (VF : Flora Kaprielian) : Gwen Runck
- Mace Coronel (VF : Sébastien Baulain) : Jay Kelso
- Maxwell Acee Donovan (VF : Hervé Grull) : Nate Runck
- Reyn Doi (VF : David Dos Santos) : Ozzie
- Sam Morelos (VF : Cindy Lemineur) : Nikki
- Andrea Anders (VF : Laura Zichy) : Sherri Runck
- Don Stark (VF : Paul Borne) : Bob Pinciotti (invité saison 1, récurrent saison 2)

### Invités
- Topher Grace (VF : Maël Davan-Soulas) : Eric Forman (saison 1)
- Laura Prepon (VF : Vanina Pradier) : Donna Pinciotti (saisons 1 et 2)
- Mila Kunis (VF : Kelly Marot) : Jackie Burkhart (saison 1)
- Ashton Kutcher (VF : Tony Marot) : Michael Kelso (saison 1)
- Wilmer Valderrama (VF : Paolo Domingo) : Fez (saison 1)
- Tommy Chong (VF : Bernard Métraux) : Leo (saisons 1 et 2)
- Brian Austin Green (VF : Gilles Laurent) : David (saison 1)
- Jim Rash (VF : Sébastien Lemoine) : Fenton (saisons 1 et 2)
- Seth Green : Mitch (saison 2)[3]
- Carmen Electra : elle-même (saison 2)
- Kevin Smith : Jason "Sonny" (saison 2)
- Jason Mewes : Bunch (saison 2)
- Will Forte : Kiefer (saison 2)
- Kadeem Hardison : Marcus (saison 2)
- Wayne Knight : Bruce (saison 2)
- Kira Kosarin : Betsy Kelso (saison 2)
- Bob Clendenin (en) : Earl (saison 2)

 Source et légende : version française (VF) sur RS Doublage

## Production
La sitcom That '70s Show est initialement diffusée sur le réseau Fox durant huit saisons, entre 1998 et 2006. Bien après sa diffusion originale, la série connait un regain d’intérêt sur Netflix avant de quitter la plateforme en septembre 2020. En octobre 2021, Netflix annonce la production d'un spin-off intitulé That '90s Show, dans lequel Kurtwood Smith et Debra Jo Rupp reprendront leurs rôles respectifs de Red et Kitty Forman. La série est produite par The Carsey-Werner Company. Gregg Mettler en sera le show runner. Bonnie et Terry Turner, cocréateurs de la série originale, participent à la production avec leur fille Lindsay,.
Hormis Kurtwood Smith et Debra Jo Rupp, aucun des acteurs principaux de That '70s Show sont annoncés, mais de potentiels caméos sont annoncés. La première saison comporte dix épisodes.
En février 2022, Callie Haverda, Ashley Aufderheide, Mace Coronel, Maxwell Acee Donovan, Reyn Doi et Sam Morelos rejoignent la série dans des rôles réguliers. Il est ensuite révélé que Topher Grace, Laura Prepon, Mila Kunis ou encore Ashton Kutcher seraient en négociations pour des apparitions. Le tournage débute en février 2022,.
Le 3 février 2023, la série est renouvelée pour une deuxième saison de seize épisodes. Le tournage prévu à l'été a été reporté pour la Grève de la Writers Guild of America de 2023.
Le 3 octobre 2024, la série est annulée.

## Épisodes

### Première saison (2023)
1. Pilote (That '90s Pilot)
2. Sauvez Leia (Free Leia)
3. Allergie aux bisous (Lip Smackers)
4. La Rave Party (Rave)
5. Une étape incontournable (Step By Step)
6. Joyeux anniversaire ? (The Birthday Girl)
7. Premier jour ensemble (Boyfriend Day One)
8. De l'orage dans l'air (Summer Storm)
9. Indécise (Dirty Double Booker)
10. Kids in America (Kids In America)

### Deuxième saison (2024)
Cette saison de seize épisodes est mise en ligne en deux parties de huit épisodes chacune, la première dès le 27 juin 2024 et la deuxième le 22 août 2024. Elle se déroule durant l'été 1996.
1re partie
1. Ne pas vendre la mèche (You Oughta Know)
2. Les langues se délient (Something to Talk About)
3. Rien qu'un ami (Just a Friend)
4. La Main, l'esprit et le cœur (Hold My Hand)
5. Mais qu'est-ce que l'amour ? (What Is Love)
6. Je comprends mieux (I Can See Clearly Now)
7. Si j'avais un bébé (Baby-Baby-Baby)
8. Des amis mal placés (Friends in Low Places)

2e partie
1. Toutes nos excuses (All Apologies)
2. À tâtons (Doll Parts)
3. Le Mal-aimé (Achy Breaky Heart)
4. Réconcialtions (Two Princes)
5. L'Autoroute de la vie (Life Is a Highway)
6. La Voie loyale (I'll Stand by You)
7. Suis-moi (Are You Gonna Go My Way)
8. On ne va pas se fâcher ? (Don't Look Back in Anger)